# 4-Nonanon
4-Nonanon ist eine chemische Verbindung aus der Gruppe der Ketone.

## Vorkommen

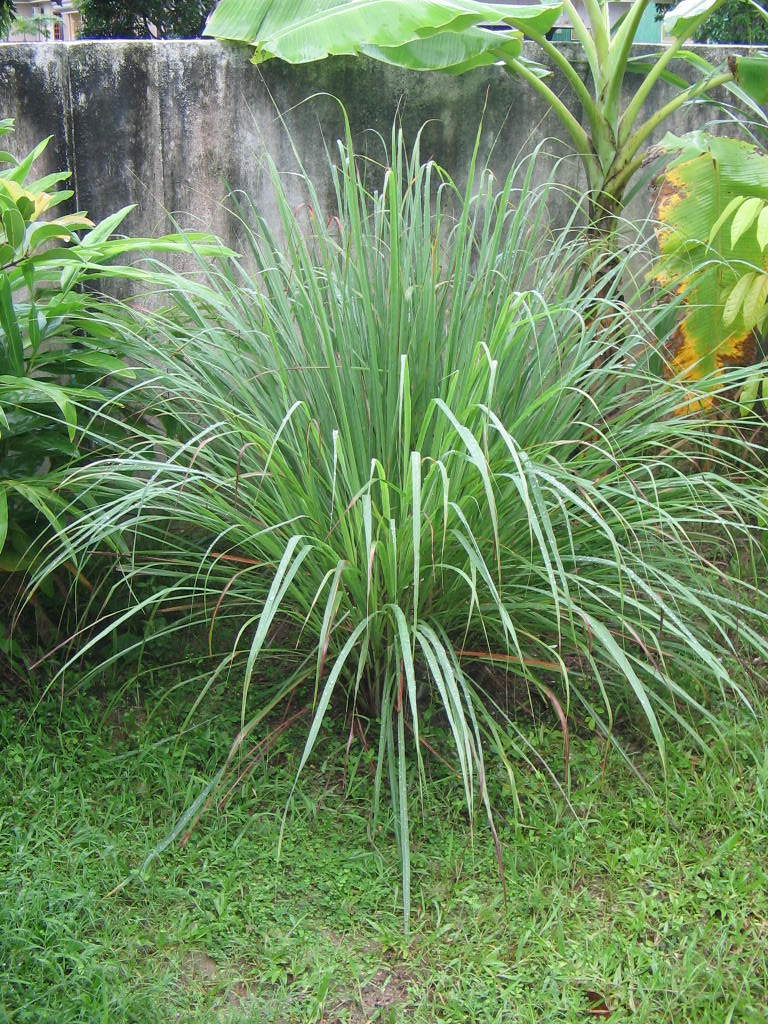
Zitronengras

4-Nonanon kommt natürlich in Kräutern und Gewürzen (zum Beispiel Zitronengras) vor.

## Gewinnung und Darstellung
4-Nonanon kann durch Alkylierung von β-Ketosulfoxiden gewonnen werden. Auch die Retrosynthese aus 4-Ethyl-4-nonanol gewonnen werden.

## Eigenschaften
4-Nonanon ist eine Flüssigkeit, die praktisch unlöslich in Wasser ist.